# Elizabeth Ponsonby
Pour les articles homonymes, voir Ponsonby.

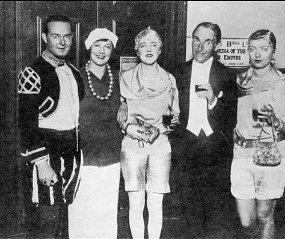
William Acton, Margot Bendir, Elizabeth Ponsonby, Harry Melville et Babe Plunket-Greene à un bal costumé de David Tennant en 1928.

Elizabeth Ponsonby (1900-1940) est une aristocrate britannique qui fut une membre éminente des Bright Young People, jeunes mondains qui figuraient largement dans la presse tabloïd des années 1920 pour ce qui était perçu comme des bouffonneries hédonistes.

## Biographie
Fille d'Arthur Ponsonby, secrétaire d'État aux Affaires étrangères, créé plus tard baron Ponsonby de Shulbrede, Elizabeth descend des Ponsonby comtes de Bessborough . Sa mère, Dorothea (« Dolly ») (1876–1963), est la fille du compositeur Hubert Parry . David Plunket Greene est son cousin .
Aux côtés de Babe Plunket-Greene, Brian Howard et Edward Gathorne-Hardy, Elizabeth Ponsonby est considérée comme l'une des figures phare du groupe. Son père était mécontent de sa notoriété, commentant : « Je pense qu'elle est faite pour de meilleures choses »  et regrettant qu'elle soit « célèbre pour ses farces extravagantes ».
Son mariage en 1929 avec (John) Denis Cavendish Pelly, vendeur dans un magasin de gramophones de Bond Street, plus tard employé par la Gaslight and Coke Company, fils du major William Francis Henry Pelly des Royal Inniskilling Fusiliers et descendant de Sir John Pelly, 1er baronnet,,,, est dissous en 1933, et Elizabeth Ponsonby noue plus tard une liaison avec John Ludovic («Ludy») Ford. Elle meurt en 1940 d'alcoolisme, selon son frère Matthew,.
Elizabeth Ponsonby est un des modèles d'Agatha Runcible dans le roman Vile Bodies (Ces corps vils) d'Evelyn Waugh.